# Moncontour (Costes del Nord)
Moncontour (en bretó Monkontour) és un municipi francès, situat a la regió de Bretanya, al departament de Costes del Nord. L'any 1999 tenia 865 habitants.

## Demografia
| 1962                                       | 1968 | 1975 | 1982 | 1990 | 1999 |
| ------------------------------------------ | ---- | ---- | ---- | ---- | ---- |
| 1141                                       | 1187 | 1149 | 1014 | 901  | 865  |
| Des de 1962: població sense dobles comptes |      |      |      |      |      |

## Administració
| Període | Identitat           | Partit |
| ------- | ------------------- | ------ |
| 2001-   | Jean-Jacques Bizien | PS     |

## Personatges il·lustres
- Joachim Faiguet de Villeneuve (1703-1780), economista